# L'Indomptable (S613)
Pour les autres navires du même nom, voir Indomptable.
L'Indomptable (S613) est le quatrième sous-marin nucléaire lanceur d'engins (SNLE) de classe Le Redoutable. 

## Histoire
Mis en chantier en 1971, L'Indomptable commence sa carrière en 1976 au sein de la Force océanique stratégique (FOST).
Équipé à l'origine de missiles M1/M2/M20, il subit une refonte de son système d'armes de dissuasion de décembre 1987 à juin 1989, ce qui lui permet par la suite d'emporter des missiles nucléaires M4 et des missiles anti-navires SM39 (type Exocet).
Retiré du service actif, il est désarmé le 6 avril 2005 à Cherbourg, où il est entreposé le long d’un quai en attendant son démantèlement. L'extraction de la tranche réacteur a lieu en 2015.
Le démantèlement, que devront subir également quatre autres sous-marins de la classe Le Redoutable, est programmé entre 2018 et 2027 à Cherbourg, et sera réalisé par les sociétés DCNS, Veolia Propreté et NEOM, filiale de Vinci.
La déconstruction de L'Indomptable commence en mars 2020. Le 18 novembre 2020, un incendie se déclare sur le chantier ; il est rapidement maîtrisé et les travaux peuvent reprendre dès l'après-midi. Les travaux de déconstruction sont achevés en septembre 2021. Ils font l'objet d'un documentaire, Sous-marin nucléaire : déconstruction XXL, produit par Ah! Production pour la chaîne RMC Découverte.

## Conception
L'Indomptable est équipé d'un Système Global de Navigation (SGN) spécifiquement créé par la Sagem pour les sous-marins de type SNLE lui permettant de calculer sa position exacte.